# 吕维祺
呂維祺（1587年—1641年），字介孺，號豫石，河南河南府新安（今屬河南）人。諡忠節，清朝諡忠敬。

## 生平
萬曆四十年（1612年）壬子科河南鄉試第二十四名舉人，四十一年（1613年）联捷癸丑科三甲八十七名進士，刑部觀政，授兗州府推官，四十六年本省同考，四十七年擢吏部稽勋司主事，四十八年調验封司，本年調考功司，七月調文选司，九月升考功司员外郎，調文选司，十一月进验封郎中。給假。魏忠贤禁毁书院，維祺立芝泉讲会，與楊漣、左光斗相唱和。
崇祯元年，起尚宝司卿，二年迁太常少卿，督四夷馆。崇禎三年（1630年），擢南京戶部右侍郎，总督粮储。當其時南京倉庫如洗，軍糧壓欠至一二年，士兵鼓噪，呂維祺上任後設㑹計簿等晝夜稽覈，大清南都積弊，舉發貪官污吏，三年後南京存糧一百五十餘萬，可二年之用；庫房存銀二十八萬紙贖公費，約積一萬五千餘兩。六年官至南京兵部尚書，申令整飭，嚴禁將官餽送，但最終因事而被劾辭。崇禎十四年（1641年）正月，李自成軍克洛陽，維祺勸福王朱常洵散財餉士，福王不從，維祺乃盡出家私，設局賑濟。福王匿迎恩寺，遇維祺。維祺道：「名義甚重，王毋自辱！」，一併被俘，維祺在周公廟被殺，年五十五，贈太子少保。

## 著作
著有《吕明德先生文集》、《吕豫石集》。

## 家族
曾祖吕景阳。祖父吕卿；祖母牛氏以守節被旌。父呂孔學，事母至孝。母孟氏。弟呂維祜。

## 延伸阅读
[在维基数据编辑]
 《明史卷二百六十四》，出自《明史》